# Печерникова, Ирина Викторовна
Ири́на Ви́кторовна Печерникова (2 сентября 1945, Грозный — 1 сентября 2020, Лазарево) — советская и российская актриса театра и кино. Заслуженная артистка РСФСР (1988).

## Биография
Ирина Печерникова родилась 2 сентября 1945 года в городе Грозном в семье геофизиков. Вскоре семья переехала в Москву. Жила на Ленинском проспекте.
Поступила в Школу-студию МХАТ, уже на втором курсе была приглашена в спектакль «Зима тревоги нашей». В 1966 году, по окончании школы-студии стала работать в Московском театре им. Ленинского комсомола, а с 1968 года — в Академическом театре им. Вл. Маяковского. В 1978—1990 годах работала в Академическом Малом театре.
В кино дебютировала в роли донны Анны в фильме-опере 1967 года «Каменный гость».
Во второй половине 1960-х и в 1970-е годы работала в кино с такими актёрами, как Вячеслав Тихонов, Иннокентий Смоктуновский, Олег Даль, Владимир Высоцкий и другие. Особую известность ей принесла роль молодой учительницы английского языка в фильме Ростоцкого «Доживём до понедельника».
Во второй половине 1980-х — начале 1990-х годов в связи с кризисом и распадом Советского Союза Ирина Печерникова находилась в затяжном творческом кризисе. К творческим неудачам и невостребованности добавились проблемы с алкоголем.
В 2010-е годы вновь стала работать в кино и на телевидение, была участницей телешоу «Формула красоты».
О жизни и творчестве актрисы снят документальный фильм «Ирина Печерникова. Лекарство от одиночества» (2010).
В 2019 году снялась в фильме «Земля Эльзы» режиссёра Юлии Колесник.
Скончалась от инфаркта 1 сентября 2020 года, за день до своего 75-летнего юбилея, у себя на даче в деревне Лазарево Ярославской области. По словам проживавшей с ней подруги Нины Давыдовой, смерть Печерниковой была мгновенной: когда приехали врачи, она была уже мертва.
Прощание состоялось 4 сентября в зале Центральной клинической больницы гражданской авиации в Москве. Тело актрисы кремировали, урна с прахом захоронена на Ваганьковском кладбище (закрытый колумбарий, секция 58) в одной ячейке с урной актёра Александра Соловьёва.

## Семья
Отец — Печерников Виктор Фёдорович (1907—2000), учёный, геофизик.
Мать — Долина Любовь Петровна (1911—1986), геофизик.
Была трижды замужем.
Первый муж (1969—1973) — Збигнев Бизонь (Zbignew Bizoń, род.1942), польский и шведский композитор, тенор-саксофонист, органист, вокалист и аранжировщик.
Некоторое время жила с мужем в Польше и Швеции.
С Владимиром Высоцким находилась в романтических отношениях.
Второй муж (1975—1982) — Борис Сергеевич Галкин (род.1947), советский и российский актёр, режиссёр, сценарист, продюсер, заслуженный артист Российской Федерации.
В 1997 году вышла замуж за Александра Ивановича Соловьёва  (1952—2000) , советского и российского актёра театра и кино. В браке они прожили почти три года до его гибели.
Детей не было.

## Творчество

### Роли в театре
- 1966 — Театр «Ленком» — «Мольер» М. Булгакова — Арманда Бежар
- 1969 — Театр им. Маяковского — «Два товарища» В. Войновича
- 1977 — Театр имени Маяковского — «Венсеремос» Г. Боровика — Рита
- 1990 — Театр на Малой Бронной — «Джазмен». Автор и режиссёр В. Павлов

Репертуар в Малом театре
- 1977 — «Заговор Фиеско в Генуе» Ф. Шиллера — Леонора
- 1977 — «Маленькая эта земля» Г. Джагарова — Снежа
- 1978 — «Ревнивая к себе самой» Т. де Молины — донья Магдалена
- 1979 — «Король Лир» У. Шекспира — Корделия
- 1979 — «Красавец мужчина» А. Н. Островского — Зоя Окоёмова
- 1980 — «Вызов» Г. Маркова и Э. Шима — Софья
- 1983 — «Дети Ванюшина» С. Найдёнова — Инна
- 1983 — «Утренняя фея» А. Касоны — Адела и Анжелика
- 1984 — «Накануне» И. Тургенева — Елена Стахова
- 1985 — «Федра» Ж. Расина — Арикия
- 1986 — «Человек, который смеётся» В. Гюго — Дея
- 1987 — «Игра» Ю. Бондарева — Ирина Скворцова

### Роли в кино
- 1967 — Каменный гость — донна Анна (поёт Т. Милашкина)
- 1968 — Первая любовь — Зинаида Засекина
- 1968 — Доживём до понедельника — Наталья Сергеевна Горелова, учительница английского языка

- 1970 — Любовь к трём апельсинам — Смеральдина
- 1973 — Города и годы — Рита Старцова
- 1973 — Открытие (Рукопись академика Юрышева) — Лиза
- 1973 — По собственному желанию — Полина Рязанова
- 1975 — Вариант «Омега» — Елена Ивановна Скорина, жена Сергея
- 1976 — Сказ про то, как царь Пётр арапа женил — графиня Луиза де Кавеньяк
- 1976 — Птицы наших надежд — Дина
- 1976 — Два капитана — Мария Васильевна Татаринова, мама Кати
- 1977 — Первые радости — Лиза Мешкова
- 1977 — Личное счастье — Ирина Замятина, актриса местного театра, жена Ильи
- 1978 — Однокашники — Тоня, любовница Лобанова
- 1978 — Человек меняет кожу — Валентина
- 1979 — Необыкновенное лето — Лиза Мешкова
- 1979 — Голубой карбункул — Катарина
- 1981 — 34-й скорый — Лёля
- 1985 — Набат на рассвете — Наталья Егоровна
- 1991 — Анна Карамазофф — узбечка
- 2001 — Не покидай меня, любовь — Тася, жена Геннадия
- 2007 — Последняя репродукция — Васса Андреевна
- 2020 — Земля Эльзы — Эльза, диплом «За самый пронзительный актёрский дуэт» на Фестивале экранизаций «Читка» (2019)[9]

### Роли в телеспектаклях
- 1975 — Страницы журнала Печорина (фильм-спектакль) — княжна Мери
- 1976 — Мартин Иден (фильм-спектакль) — Руфь Морз / Тереза
- 1978 — Месяц длинных дней (фильм-спектакль) — Наталья, дочь Званцева
- 1983 — Ванина Ванини — Ванина Ванини

### Роли в радиоспектаклях
- 1976 — «Считанные дни» Г. Немченко в постановке Московского академического театра имени В. Маяковского — Катя
- 1976 — «Мартин Иден» Д. Лондона — Руфь Морз (режиссёр Сергей Евлахишвили)
- 1978 — «Робин Гуд» роль Сесиль (инсценированный рассказ В. Дубровского по пьесе С. Заяицкого, режиссёр Б. Кондратьев)
- 1980 — «Ревнивая к себе самой» Т. де Молины — донья Магдалена (руководитель постановки Л. Хейфец, в ролях: В. Езепов, О. Мартьянов, Н. Верещенко, К. Моисеева)

## Документальное кино
- 2010 — «Ирина Печерникова. Лекарство от одиночества»
- 2011 — Ирина Печерникова Архивная копия от 9 октября 2016 на Wayback Machine // Программа Сергея Майорова «Бабье лето»
- 2015 — «Ирина Печерникова. Мне не больно» Архивная копия от 17 ноября 2017 на Wayback Machine // Первый канал
- Ирина Печерникова Архивная копия от 18 ноября 2017 на Wayback Machine // Программа Виталия Вульфа «Мой серебряный шар»
- 2020 — Ирина Печерникова. От первой до последней любви. // ТВЦ.

## Мнение критиков
Авторы справочника «Кино: Энциклопедический словарь» называют самой значительной ролью Печерниковой роль в фильме «Доживём до понедельника», также выделяя среди других работ актрисы её участие в фильмах «Города и годы», «Два капитана», «34-й скорый».